# 선거범죄
선거범죄(選擧犯罪)는 지방선거, 국회의원선거, 대통령선거, 보궐선거, 재선거등 선거에서 불법선거운동을 하여 성립하는 범죄이다.
선거범죄를 범한 후보는 당선되더라도 형벌이외에 당선무효등의 제재가 가해진다.
대한민국 형법 제128조(선거방해죄)와 공직선거법에서 해당 범죄와 벌칙을 규정하고 있다.

## 선거범죄의 종류
- 형법상 선거범죄
  - 선거방해죄(형법 제128조)
- 공직선거법상 선거범죄
  - 매수 및 이해유도죄(공직선거법 제230~233조)
  - 당선무효유도죄(공직선거법 제234조)
  - 방송·신문 등의 불법이용을 위한 매수죄(공직선거법 제235조)
  - 선거의 자유방해죄(공직선거법 제237~239조)
  - 벽보 기타 선전시설 등에 대한 방해죄(공직선거법 제240조)
  - 투표의 비밀침해죄(공직선거법 제241조)
  - 투표·개표의 간섭 및 방해죄(공직선거법 제242조)
  - 투표함 등에 관한 죄(공직선거법 제243조)
  - 선거사무관리관계자나 시설 등에 대한 폭행·교란죄(공직선거법 제244조)
  - 투표소 등에서의 무기휴대죄(공직선거법 제245조)
  - 다수인의 선거방해죄(공직선거법 제246조)
  - 사위등재(詐僞登載) 및 허위날인죄(공직선거법 제247조)
  - 사위투표죄(공직선거법 제248조)
  - 투표위조 또는 증감죄(공직선거법 제249조)
  - 허위사실공표죄(공직선거법 제250조)
  - 후보자비방죄(공직선거법 제251조)
  - 방송·신문 등 부정이용죄(공직선거법 제252조)
  - 성명 등의 허위표시죄(공직선거법 제253조)
  - 선거운동기간 위반죄(공직선거법 제254조)
  - 부정선거운동죄(공직선거법 제255조)
  - 각종 제한규정위반죄(공직선거법 제256조)
  - 기부행위의 금지제한 등 위반죄(공직선거법 제257조)
  - 선거비용부정지출 등의 죄(공직선거법 제258조)
  - 선거범죄선동죄(공직선거법 제259조)